# Isoetes vermiculata
Isoetes vermiculata là một loài dương xỉ trong họ Isoetaceae. Loài này được Hickey mô tả khoa học đầu tiên năm 1989.